# シュヴァルメ
シュヴァルメ (ドイツ語: Schwarme、低地ドイツ語: Swarm) は、ドイツ連邦共和国ニーダーザクセン州ディープホルツ郡のザムトゲマインデ・ブルーフハウゼン＝フィルゼンに属す町村（以下、本項では便宜上「町」と記述する）である。

## 地理

### 位置
シュヴァルメは、ブレーメンの南約 30 km のミッテルヴェーザー地方（ヴェーザー川中流地域）に位置している。シュヴァルメはザムトゲマインデ・ブルーフハウゼン＝フィルゼンの一部で、小都市のアヒム、ホーヤ、ジーケ、フェルデン からそれぞれ約 16 km の位置にある。

### 隣接する町村
隣接する町村は、テディングハウゼン、ブレンダー、マルトフェルト、ブルーフハウゼン＝フィルゼン、エムティングハウゼンである。

### 自治体の構成
中心部（シュヴァルメ地区）の他、人口のまばらな地区アン・デア・ハイデ（北東）、グロース・ボルステル（南西）、ハイトミューレ（北東）、ヘルステン（南西）、イン・デア・ハイデ（北東）、イン・デア・ヴァイデ（南）、クライン・シュヴァルメ（北東）、シュプラーケン（南）、フォアヴィーゼ（西）がある。

## 歴史
シュヴァルメは、1214年に礼拝堂が建設された事により初めて文献に記録されている。13世紀に建設されたこの礼拝堂はルンゼンの教会の管轄下にあった。貴族領は1250年に記録がある。オークとハンノキの森アイターブルーフは1033年に文献に記録されている。
三十年戦争では、1632年に皇帝側の騎士軍がシュヴァルメに襲来した。1675年/1679年にスウェーデン軍がミュンスターの兵士によって排除されると強奪、略奪が行われた。シュヴァルメは1681年にツェレ侯領のアムト・ヴェステン＝テディングハウゼンに属し、1692年からはブラウンシュヴァイク＝リューネブルク選帝侯領となった。福音主義ルター派教会のツーム・グーテン・ヒルテン教会は1784年に完成し、教会塔は1879年に増築された。1832年から1837年まで、それまで共同利用の入会地とされていた、沼沢地や荒れ地が分割された。1882年から1888年には別の沼沢地で、排水、農地や牧草地の施肥といった大規模な土地改良が行われ、洪水対策システムが施された。
19世紀にシュヴァルメは、ハノーファー王国のラントドロスタイ・ハノーファー行政管区（ハノーファー代官区）に属した。1852年から1859年までシュヴァルメはアムト裁判所を有する固有のアムトとなっていた。1859年に廃止されたアムト・シュヴァルメの大部分は拡大されたアムト・ブルーフハウゼンに編入された。1885年から1932年までシュヴァルメはホーヤ郡に属し、その後1977年までグラーフシャフト・ホーヤ郡に、それ以後はディープホルツ郡に属している。
1942年、約100発の炸裂弾と1万発の焼夷弾がシュヴァルメに落とされたが、幸運にも死者は出なかった。
シュヴァルメは第二次世界大戦後に手工業と小売業があるだけの農業の町から、住宅の町に発展していった。

## 住民

### 人口推移
第二次世界大戦前、1925年の人口は1,655人であった。その後第二次世界大戦の開戦により、1939年の人口は1,489人に減少した。戦後の1946年以降、放逐された人々によって人口は、1,700人から約2,400人にまで増加した。1950年代半ばに人口は再び減少し、2,000人以下となった。新たな住宅地域の造成により、人口は2,500人ほどにまで増加した。

## 行政

### 議会
シュヴァルメの町議会は13議席からなる。

### 首長
ヨハン＝ディーター・オルデンブルクは2011年10月の町議会でヘルマン・シュレーダーの後任として名誉職の町長に選出された。

### 紋章
図柄: 左右二分割。向かって左は金色の基部を有する黒地で、金色の教会塔が描かれている。向かって右は金地で黒い基部の上に、まっすぐ伸ばされ、互いに外を向き、下部が黒い胸板でつながった赤い爪のある2本の黒いクマの前脚。その上に斜めに交差した黒い切妻飾り。上端は互いに外を向いた馬の頭部があしらわれている。

### 姉妹自治体
- アンサンヌ（フランス語版、英語版）（フランス、サルト県）1986年[7]

## 文化と見所

### 建築

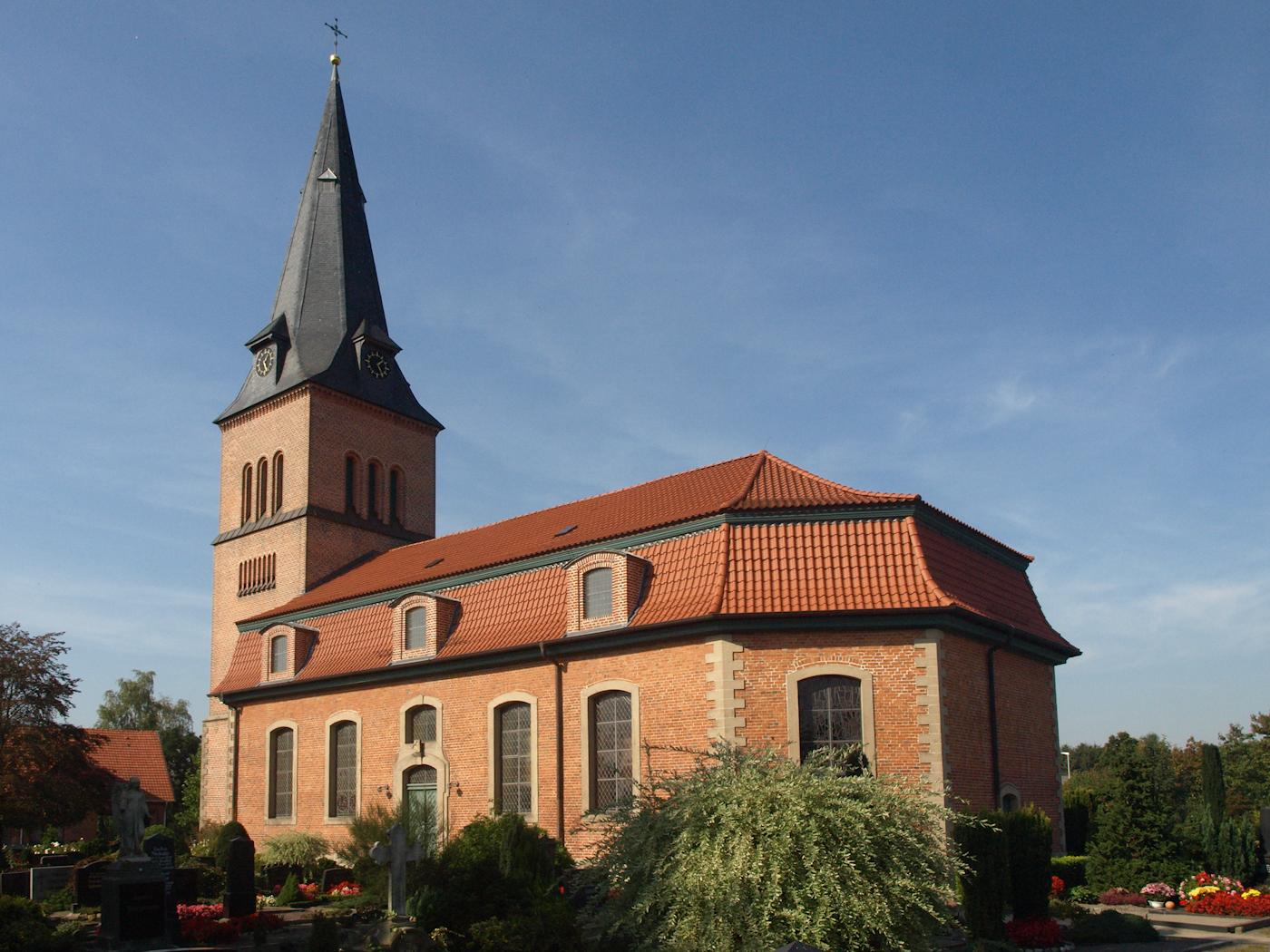
ツーム・グーテン・ヒルテン教会

- ツーム・グーテン・ヒルテン教会はバロック様式のザールキルヒェ（ドイツ語版、英語版）で、砂岩を含むレンガ建築であり、G. H. ブリュックマンの設計に基づき1778年から1784年に建設された。塔の上階は1879年に建設された。内部には木造の筒型ヴォールトが設けられている。三方の壁面にトリフォリウム（ドイツ語版、英語版）がある。堂々たる祭壇は1788年に創られたものである。1783年製の会衆席の他にプリーヘ（身分の高い人物の席）が設けられている。
- シュヴァルムの文化センター「Robberts Huus」では、毎年、演劇グループ「Uhlenspeelers」による低地ドイツ語の演劇が上演されている[8]。
- シュプラーケン地区のシュプラーケン風車は1856年に建設された。4階建ての回廊付きオランダ式風車（ドイツ語版、英語版）は1948年まで粉挽きに用いられ、その後モーター駆動に替わったものの、1960年まで稼働していた。この風車のクリューヴェルク（動作機構）はザムトゲマインデ内で唯一のものである。外装の修復は1991年から1994年に行われた。

### 年中行事
- 聖霊降臨祭の週末に、森の中に設けられたクレーエンカンプの祝祭広場で射撃祭が開催される。
- 9月の第1日曜日には、ニーダーザクセンリングでモータースポーツクラブ (MSC) のグラスバーン＝オートバイ＝レースが開催される。
- 9月の第2週末に戦士・兵士同好会が組織する収穫祭が開催される。そのハイライトは日曜日の祝祭パレードで、色とりどりに装飾された車が村を練り歩く。その後はクレーエンカンプが祝祭会場として利用される。

## 経済と社会資本

### 交通
連邦アウトバーン A1号線までは 20 km、A27号線までは 17 km の距離にある。
シュヴァルメはブレーメン/ニーダーザクセン交通連盟に加盟している。公共旅客近郊交通（バス路線）は、ブルーフハウゼン＝フィルゼンやジーケへの接続があるものの脆弱である。ブレーメンへはジーケ駅を経由して行くことができる。

### 公共機関
- 行政は、ザムトゲマインデ・ブルーフハウゼン＝フィルゼンの役場によっている。
- 基礎課程学校、フェルデナー通り7番地
- 幼稚園、1992年設立、ミューレンヴェーク15番地
- シュヴァルメ消防団、1926年設立、ミューレンヴェーク
- 町立図書館、フェルデナー通り7番地
- シュヴァルメ屋外プール

### クラブ、団体
- シュヴァルメ基礎課程学校奨励会
- 屋外プール振興会
- シュヴァルメおよび周辺部養鶏協会、1952年設立
- シュヴァルメ産業協会 (G.A.S.)
- 郷土・環境・文化協会「オイレ」、文化センター「Robberts Huus」、ホーヤアー通り2番地
- シュヴァルメ戦士・兵士同好会、1871年設立
- マルトフェルト＝シュヴァルメ乗馬協会
- シュヴァルメ乗馬・騎馬協会1897、イン・デア・ハイデ9番地の乗馬場
- シュヴァルメ射撃協会、フェルデナー通り26
- ドイツ社会連合 (SoVD) シュヴァルメ地区連合
- ADACのモータースポーツクラブ・シュヴァルメ
- 体操・スポーツクラブ (TSV) シュヴァルメ、1907年設立、キルヒ通り51番地

## 関連図書
- Erich Hillmann-Apmann (2002). Schwarme. Ein Dorf im Nationalsozialismus. Schwarme: Heimat-, Umwelt- und Kulturverein „Eule“
- Erich Hillmann-Apmann (1997). Schwarme. Chronik der alten Haus- und Hofstellen. Schwarme: Heimat-, Umwelt- und Kulturverein „Eule“
- Erich Hillmann-Apmann; Ulrich Dunker; Siegfried Haubner (2014). Schwarmer Dorfchronik. Schwarme[9]